# Franz Gießenbier
Franz Gießenbier, auch Franciscus Giessenbier, (* 31. Oktober 1571 in Herford; † 17. Dezember 1649 in Rinteln) war ein deutscher Rechtsgelehrter.

## Leben
Franz Gießenbier wurde am 31. Oktober 1571 in Herford als Sohn des Bürgermeisters Conrad Gießenbier und der Margarethe Kottfleich geboren. Er besuchte das Gymnasium in Herford, wurde am 10. November 1590 in Helmstedt, im Mai 1592 in Rostock und 1595 an der Universität Jena immatrikuliert. Am 5. Juli 1599 wurde er in Basel zum Dr. jur. promoviert. Seit 1604 war er ritterschaftlicher Syndikus der Grafschaft Ravensberg, ab 1616 fürstlich mindener Rat und ab 1620 auch noch Gograf der Ämter Limburg und Vlotho. 1623 wurde er durch Pfalz-Neuburg seiner Ämter entsetzt. 1624 trat er als Kanzleirat in die Dienste der Herforder Äbtissin. 1637 nahm er die gleiche Aufgabe in Bückeburg wahr und wurde ein Jahr später Vize-Kanzler. Ab 1642 nahm er die erste Professor der Jurisprudenz an der Universität Rinteln (Alma Ernestina) ein und amtierte auch als Rektor der Universität.
Mit einem Gutachten von 1648 leitete Gießenbier, der 1617 in einem Hexenprozess als Verteidiger aufgetreten war, einen Wandel in der Haltung der Rintelner Juristenfakultät zu den Hexenprozessen ein. Zuvor waren die Rinteler Juristen als unbarmherzige Befürworter eines harten Vorgehens gegen die angeblichen Hexen bekannt.
Mehrere Schriften von Gießenbier, insbesondere zusammen mit dem renommierten Rechtsgelehrten Leopold Hackelmann (1563–1619), sind in der Universitätsbibliothek Greifswald und der Universitätsbibliothek Halle vorhanden.
Gießenbier starb in Rinteln am 17. Dezember 1649.